# Пандион II
Пандион II (на старогръцки: Πανδίων, Pandion II) в гръцката митология е цар на Атика (1307/6 – 1282/1 пр.н.е.).
Той е син на Кекропс (син на Ерехтей) и на Метиадуса (дъщеря на Евпалам). Той наследява баща си на трона. По неговото време Орест идва в Атина, за да се очисти от неговото убийство на майка му. Пандион е изгонен от Атина от Метионидите, синовете на Метион. Той бяга в Мегара при цар Пилас и се жени за дъщеря му Пилия. При Бакхилид жена му се казва Креуса.  Те имат четири сина, наричани Пандиониди: Егей, Палант, Нис и Лик, наричани Пандиониди  и една дъщеря, която се омъжва за Скирон, синът на Пилас, който по-късно се кара с Нис за трона.
След като Пилас убива Биас, брата на баща му Биас, той трябва да напусне Мегара и Пандион става цар на Мегара. Пандион умира от болест в Мегара и е погребан там. За Пандион построяват в Мегара на скалата Атина-Етия един хероон.
След смъртта на Пандион неговите синове тръгват против Атина, побеждават Метионидите и Егей се възкачва на трона на Атика. Нис става цар на Мегара, Лик управлява Евбея и Палант страната в юг. 